# Takako Kobayashi
Takako Kobayashi (jap. 小林貴子 Kobayashi, Takako; * 2. April 1968 in der Präfektur Kyoto) ist eine ehemalige japanische Judoka. Sie war 1989 Weltmeisterschaftsdritte.

## Sportliche Karriere
Takako Kobayashi kämpfte im Halbmittelgewicht, der Gewichtsklasse bis 61 Kilogramm. Von 1989 bis 1992 gewann sie viermal in Folge die japanischen Meisterschaften.
1987 besiegte sie im Finale des Fukuoka Cups ihre Landsfrau Noriko Mochida. Bei den Weltmeisterschaften 1989 unterlag sie im Achtelfinale der Deutschen Gabriele Ritschel. Mit drei Siegen in der Hoffnungsrunde erreichte sie den Kampf um eine Bronzemedaille, den sie gegen Gordana Tosinović aus Jugoslawien gewann. Ende 1989 gewann sie zum zweiten Mal den Fukuoka Cup, wie zwei Jahre zuvor bezwang sie im Finale Noriko Mochida.
Anfang 1990 siegte Kobayashi beim Tournoi de Paris, wobei sie im Finale Yael Arad aus Israel besiegte. Bei den Asienspielen 1990 in Peking unterlag Kobayashi im Finale der Chinesin Jin Xianglan. 1991 schied Kobayashi bei den Weltmeisterschaften in Barcelona in ihrem Auftaktkampf gegen Yael Arad aus. 1992 belegte Kobayashi den fünften Platz beim Tournoi de Paris. Bei den Olympischen Spielen 1992 in Barcelona stand erstmals Frauenjudo auf dem offiziellen Programm. Takako Kobayashi verlor ihren Auftaktkampf gegen die Spanierin Begoña Gómez mit einer kleinen Wertung (yuko).